# Inavasiro
Inavasiro (japánul 猪苗代町) település Japánban.

## Fekvés
A Fukusima prefektúrai Jama körzetben található. Az Inavasiro-tó, Japán legnagyobb tavai egyikének partján fekszik.

## Történelem
Az Edo-korszakban (1603 – 1868) az Aidzu terület része volt.

## Népesség
2008. március 1-jén 395 km²-nyi területen 16 320 fő élt. A népsűrűség 41,3 fő/km² volt.
| Lakosok száma | 15 805 | 15 037 | 13 403 |
|               | 2010   | 2015   | 2021   |

## Híres szülöttek
- Nogucsi Hidejo bakteriológus, orvos